# Jimmy Hayes
James Ryan "Jimmy" Hayes, född 21 november 1989 i Boston, Massachusetts, död 23 augusti 2021 i Milton, Massachusetts, var en amerikansk professionell ishockeyspelare. 
Han spelade för New Jersey Devils, Boston Bruins, Florida Panthers och Chicago Blackhawks i NHL; Rockford Icehogs, Binghamton Devils och Wilkes-Barre/Scranton Penguins i AHL; Boston College Eagles i NCAA; Lincoln Stars i USHL samt Team USA i NAHL.
Hayes draftades i andra rundan i 2008 års draft av Toronto Maple Leafs som 60:e spelare totalt.
Han var bror till NHL-spelaren Kevin Hayes som spelar för New York Rangers och kusin till ishockeyspelarna Tom Fitzgerald, Brady Tkachuk, Matthew Tkachuk och Keith Tkachuk.
Hayes hittades död i sitt hem i Milton, Massachusetts den 23 augusti 2021. Han efterlämnade fru och två barn.